# 顆粒濱耳螺
顆粒濱耳螺（学名：Melampus granifer）为耳螺科尖耳螺屬下的一个种。